# Bleiwagen von Frög

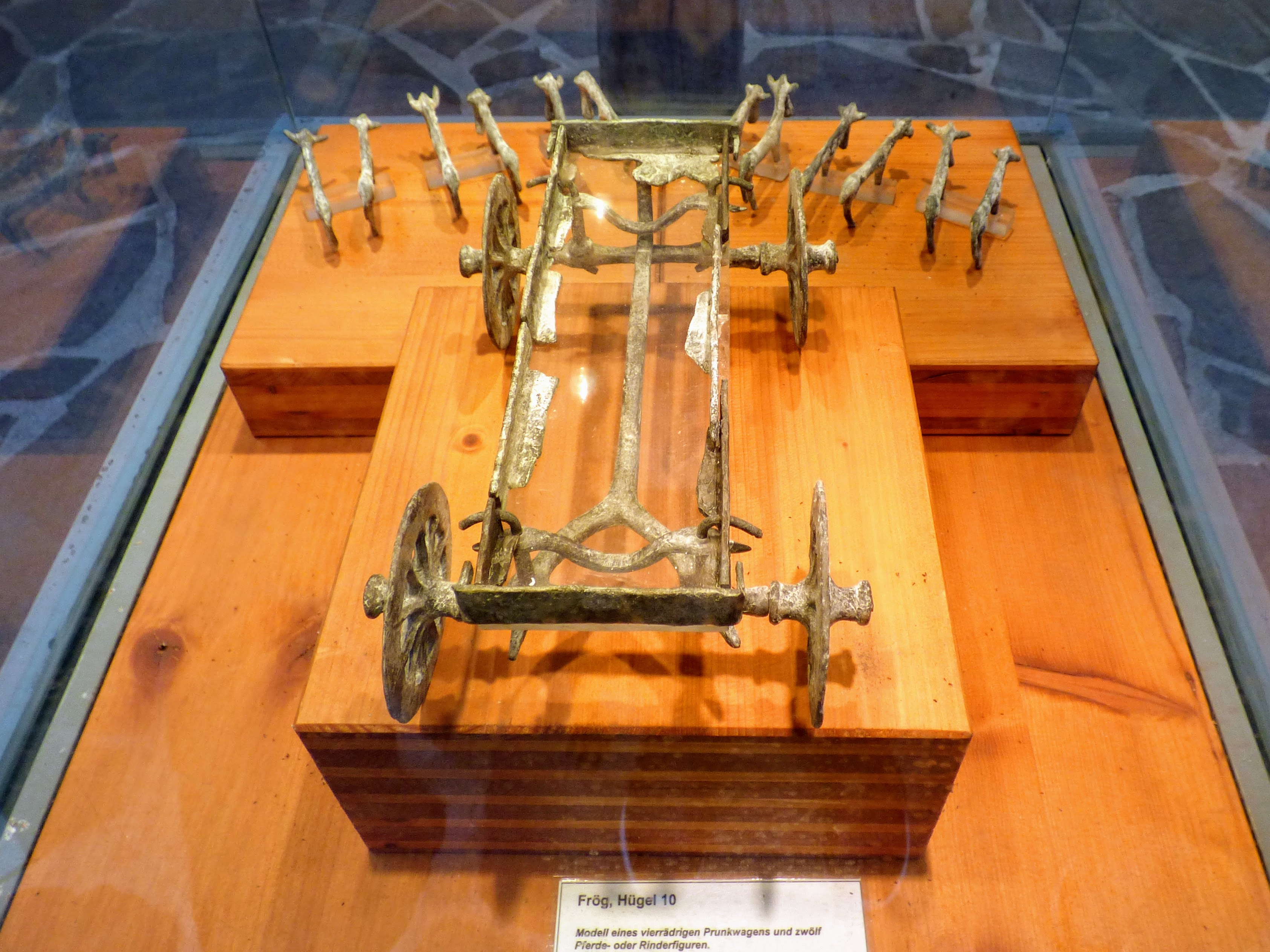
Replikat des Bleiwagens von Frög, ausgestellt in der Keltenwelt Frög

Der Bleiwagen von Frög ist ein aus Blei gefertigtes Modell eines Kastenwagens, das in einem hallstattzeitlichen Grab im Gräberfeld von Frög (Gemeinde Rosegg in Kärnten) gefunden wurde.

## Fundort und -umstände
Der Wagen wurde am 31. Mai 1883 in einem Hügelgrab im nördlichen Bereich des Gräberfeldes gefunden. Der Hügel trägt in älteren Plänen die Nr. 1488/1, in der Zählung nach Tomedi Nr. 7, und ist einer der prominentesten Hügel in diesem Bereich. Zum Zeitpunkt der Ausgrabung 1883 hatte er einen Durchmesser von 17 m und eine Höhe von etwa 2 m. Der Ausgräber, der Rosegger Wilhelm Kokail, hat einen etwa 1,5 m breiten Schnitt durch den Hügel gelegt. Im Zentrum des Hügels fand er in 2 m Tiefe, also ebenerdig, zwei Urnen mit Leichenbrand, dazwischen Reste von Bleifiguren, unter ihnen den Miniaturwagen. Die Urnen sind nicht erhalten.

## Bestandteile und Rekonstruktion
Der Wagen war bei der Bergung nicht vollständig erhalten. Die genauen Lagebeziehungen der Teile im Grab sind nicht bekannt. Die vier Räder sind bruchstückhaft erhalten. Sie haben einen Durchmesser von 6,2 bis 6,4 cm, breite Felgen und 10 Speichen. Die Achsen sind gut erhalten. Jeder Achsblock trägt zwei senkrechte Stütze, eine Achse ein Mitteljoch. Der Aufbau, der auf diesen Stützen gewesen sein muss, ist nur fragmentarisch erhalten. Es war ein hochgebockter Wagen. Achsblock, Joch und Stützen sind durch ein Stecksystem miteinander zu verbinden, eine für diese Zeit ungewöhnliche Konstruktion, die nur von einem weiteren kleinen Wagen aus Unteritalien bekannt ist.
Vom Aufbau sind einige blechartige Teile erhalten. Sie werden als Reste des Wagenkastens gedeutet: eine Bodenplatte mit einer rund 1 cm hohen Bordwand. Der Kasten hat eine Breite von 60 mm und eine Länge von 20 cm, der Achsabstand beträgt etwa 15 cm. Das genaue Aussehen des Wagens kann nicht rekonstruiert werden. Ein großes, Y-förmiges Teil wird inzwischen als Wagenbaum gedeutet und passt auch die neue Rekonstruktion von 2002. Früher galt das Teil als Deichsel. Eine genaue Datierung ist aufgrund der unsachgemäßen Bergung nicht möglich. Als gesichert gilt die Einordnung in das 7. Jahrhundert v. Chr. Durch die eisernen Elemente im Untergestell geht man eher von einer Datierung um 600 v. Chr. aus, also gegen Ende der Belegungszeit des Gräberfeldes von Frög.
12 kleine Tiermodelle, die mit dem Wagen zusammen gefunden wurden, wurden lange als Zugtiere gedeutet. Sie sind jedoch nur 7 cm lang und etwa halb so hoch wie ein Wagenrad. Zudem sind aus der Hallstattzeit fast nur Zweigespanne, höchstens Viergespanne bekannt. Sie werden heute als nicht zum Wagen gehörig gedeutet. Sie sind schlecht erhalten, ihre Identität wird mal als Pferde, mal als Rinder angegeben.

## Deutung
Der Bleiwagen entspricht in der heutigen Rekonstruktion genau den bekannten Kultwagen aus der Hallstattzeit, wie dem Wagen aus Ohnenheim im Elsass oder dem Königinnengrab von Vix in Burgund. Eine Deutung als Wagen mit Opferkessel wie beim Kultwagen von Strettweg gilt heute als eher unwahrscheinlich.
Als symbolische Bedeutung eines hallstattzeitlichen Prunkwagens, einer Zeit ohne Straßen, werden folgende Szenarien diskutiert:
- Der Wagen diente zur Fahrt zur Begräbnisstätte bzw. übertragen zur Fahrt ins Totenreich.
- Bildliche Darstellungen lassen die Deutung von Prunkwagen für zeremonielle Umfahrten, etwa von Götterbildern, zu. Dies ist literarisch von Tacitus (Germania, 10 und 40) sowie von Vergil (Georgica, 3,531-533) überliefert.

## Forschungsgeschichte
Kokail übergab die Bleifiguren an den Schriftsteller Franz Kanitz, der die Bedeutung des Fundes erkannte und ihn an das Landesmuseum Kärnten weitergab. Kanitz veröffentlichte auch die erste Arbeit über den Wagen und setzte die Teile zu einem Wagen zusammen. Im Landesmuseum bildet der Wagen zusammen mit den zunächst als Zugtieren gedeuteten Figuren und den übrigen Bleifiguren heute noch einen Höhepunkt der archäologischen Sammlung.
1986 wurde der Wagen im Römisch-Germanischen Zentralmuseum in Mainz unter Markus Egg restauriert und die Rekonstruktion gründlich überarbeitet, es konnten allerdings nicht alle Teile zugeordnet werden. Egg ließ die Deutung als Prunk- oder Kesselwagen offen. 2002 konnten im Zuge einer neuerlichen Restauration die 1986 nicht eingefügten Teile zugeordnet werden. Die Rekonstruktion legte nun die Deutung als Prunkwagen und nicht als Kesselwagen nahe.

## Belege
- Markus Egg: Zum Bleiwagen von Frög in Kärnten. Carinthia I, 178. Jahrgang, 1988, S. 15–30. (Nachdruck aus: Vierrädrige Wagen der Hallstattzeit. Untersuchungen zu Geschichte und Technik/Römisch-Germanisches Zentralmuseum, Forschungsinstitut für Vor- und Frühgeschichte, Band 12, Mainz 1987)
- Paul Gleirscher: Zum Bleiwagen aus Frög bei Rosegg. Kessel- oder Prunkwagen. Arheološki vestnik, Band 55, 2004, S. 251–266. (Online; PDF; 2,9 MB)
- Paul Gleirscher: Wagen ohne Straßen. Zum Bleiwagen aus Frög bei Rosegg. Rudolfinum. Jahrbuch des Landesmuseums Kärnten 2006, Klagenfurt 2008, S. 23–28. ISBN 978-3-900575-38-0
- Otto H. Urban: Der lange Weg zur Geschichte. Die Urgeschichte Österreichs. (= Österreichische Geschichte bis 15. v. Chr.). Ueberreuter Verlag, Wien 2003, S. 249–251, ISBN 3-8000-3969-9